# 關田裕
關田裕（1932年11月17日—），日本男演员，出生于东京都。

## 參與作品

### 電影
- 魔斯拉（1961年）（操舵士）
- 世界大戰爭（1961年）（テレビの歌手）
- 魔斯拉對哥斯拉（1964年）（原住民（インファント島）/名古屋の通行人/浜風ホテルの客）
- 科學怪人的怪獸 山達對蓋拉（1966年）（山達/ビアガーデンの客）
- 哥斯拉·伊比拉·魔斯拉 南海大決鬥（1966年）（伊比拉）
- 金剛的逆襲（1967年）（機械剛/哥羅龍）
- 怪獸島決戰 哥斯拉之子（1967年）（哥斯拉）
- 怪獸總進擊（1968年）（安基拉斯/哥羅龍/病院の医師）
- 緯度0大作戰（1969年）（ワレン）

### 電視劇
- 超異象之謎（1966年）（東海弾丸道路作業員,1/8計画応募者C）
- 怪奇大作戦（1968年）（解剖医師）